# Schullwitz
Schullwitz ist ein Ortsteil im Osten der sächsischen Landeshauptstadt Dresden. Er befindet sich am Stadtrand in der gleichnamigen Gemarkung und gehört zur Ortschaft Schönfeld-Weißig.

## Geografie
Schullwitz liegt 13 km östlich des Dresdner Stadtzentrums, der Inneren Altstadt, im Schönfelder Hochland. Der Ortsteil gehört zu den höchstgelegenen Dresdens; südlich der Ortslage erreicht das hügelige Gelände im Triebenberg eine Höhe von über 380 m ü. NN und übertrifft dabei die Talsohle der Elbe im Elbtalkessel um mehr als 250 m. Der Boden von Schullwitz besteht vorwiegend aus Sanden, die während der Elsterkaltzeit abgelagert wurden. Im Norden der Flur befinden sich außerdem die einzigen Cenomanium-Ablagerungen nördlich der Lausitzer Verwerfung, die unweit südlich von Schullwitz mit den Dresdner Elbhängen einhergeht.
Der Ortsteil Schullwitz hat einen ausgesprochen dörflichen Charakter; im Ortskern entlang der heutigen Bühlauer Straße blieben mehrere historische Bauerngehöfte erhalten, darunter Drei- und Vierseithöfe. Am Rand der Ortslage, die gänzlich von ausgedehnten, landwirtschaftlich genutzten Flächen umgeben ist, entstanden mehrere Wohnsiedlungen. Benachbarte Gemarkungen sind die Dresdner Ortsteile Rossendorf im Nordosten, Eschdorf im Osten, Reitzendorf im Süden, Schönfeld im Westen und Weißig im Nordwesten. Im Norden grenzt entlang der Stadtaußengrenze Dresdens auf einem kurzen Abschnitt bereits die Stadt Radeberg an. Schullwitz gehört zum statistischen Stadtteil Schönfeld/Schullwitz. Die südöstliche Grenze der Flur wird durch den Landrain gebildet, der die Grenze zwischen den früheren Ämtern Dresden und Lohmen beziehungsweise Hohnstein markiert.

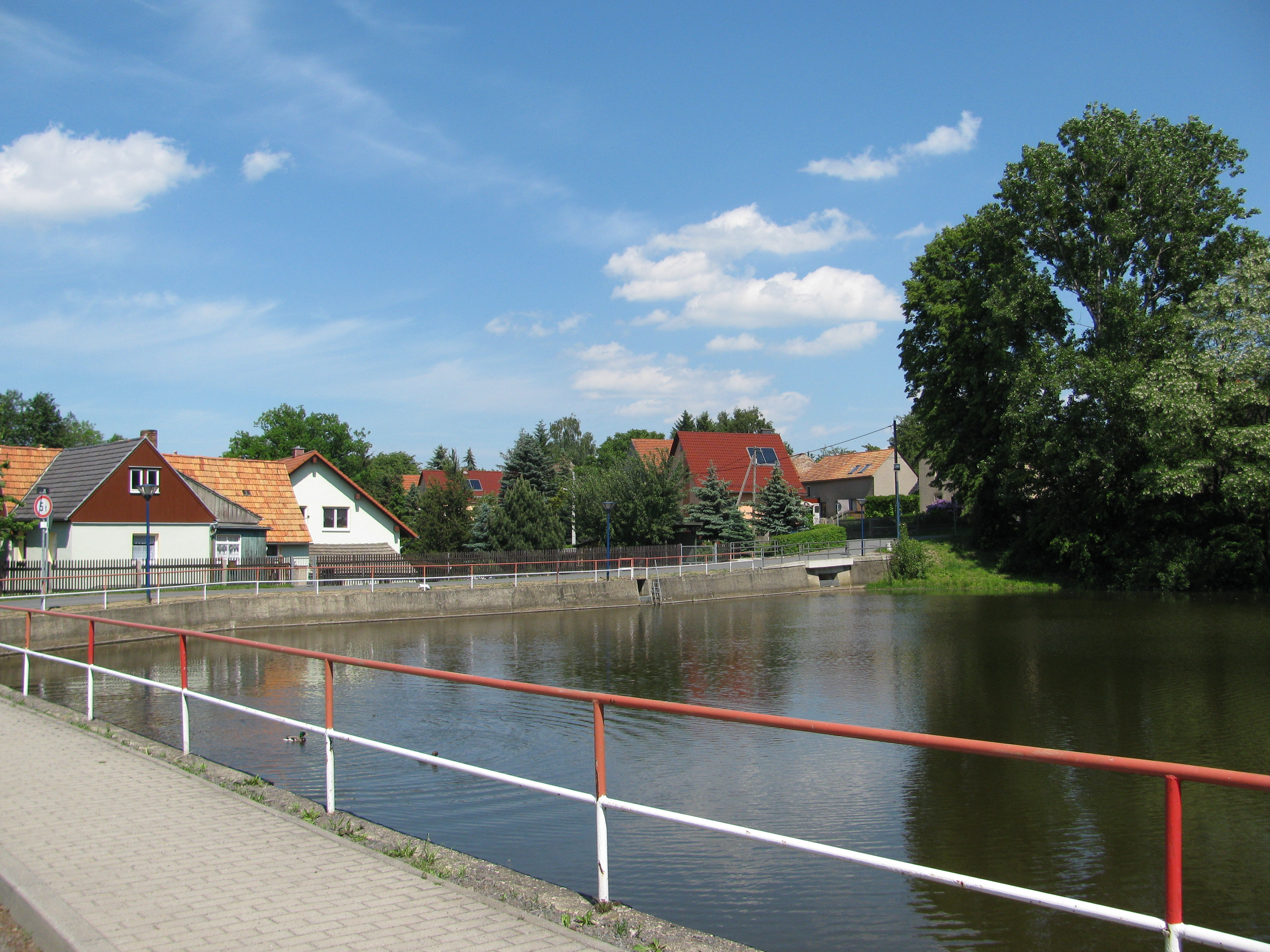
Blick über einen Schullwitzer Teich

Schullwitz liegt am nach ihm benannten Schullwitzbach, der in Dittersbach in die Wesenitz mündet. Er wird in Dresden zum Typus der Hochlandbäche gezählt, die nur ein geringes Gefälle und weite Bachauen aufweisen und oft bis an die Uferböschungen verbaut sind. Dadurch entstehen im Überflutungsfall hohe Schäden; allein beim Hochwasser 2002 beliefen sie sich in Schullwitz und dem Nachbarortsteil Eschdorf auf 2,4 Millionen Euro. Der Schullwitzbach wird in der Ortslage zu mehreren Teichen aufgestaut, darunter der Dorf-, Schul-, Mühl- und der Nixenteich. Letzterer ist mit einer Gesamtfläche von 1,2 ha als Naturdenkmal ND 77 Nixenteich Schullwitz geschützt, da er eine Verlandungszone und Röhrichtbestände enthält und außerdem ein Laichgewässer für Lurche sowie einen Brutplatz verschiedener Wasservögel darstellt.
Die wichtigste Straße von Schullwitz ist die Bühlauer Straße, die von Eschdorf aus durch die Ortsmitte in Richtung Malschendorf führt. Von ihr zweigt mit der Weißiger Straße nach Weißig eine weitere Kreisstraße ab. Die übrigen benannten Straßen in Schullwitz heißen Aspichring, Am Triebenberg, Am Schullwitzbach, Am Pfeiferberg und Rossendorfer Straße. Im Norden der Flur haben sich mit der Alten Hornstraße die Reste des alten Fernverkehrswegs von Dresden nach Bautzen erhalten, der heute als B 6 weiter nördlich entlangführt. Eine weitere Besonderheit stellt die Straße Alter Bahndamm dar, die auf dem noch vorhandenen Bahnkörper der stillgelegten Bahnstrecke Dürrröhrsdorf–Weißig verläuft, der von Weißig aus über Cunnersdorf, Schönfeld, Schullwitz und Eschdorf bis nach Wünschendorf führt. Öffentliche Verkehrsmittel sind die vom Verkehrsdienstleister Müller Bus betriebenen Buslinien 226 und 228.

## Geschichte
Das ursprüngliche Waldhufendorf Schullwitz entstand im 12. Jahrhundert im Zusammenhang mit der Deutschen Ostsiedlung und wurde 1378 in einem Zinsregister als Schalewicz erstmals erwähnt. Der Ortsname ist slawischen Ursprungs und leitet sich eventuell ab von scholtovici, dem aus dem Deutschen entlehnten altsorbischen Wort für einen Dorfschulzen. Er entwickelte sich anschließend im 15. Jahrhundert über die Formen Scholwicz und Schelewicz hin zu Schollewitz. Bis in die Mitte des 16. Jahrhunderts wird das Dorf auch als Scholbitz, Schulwycz und Scholwitz genannt. Die heutige Schreibweise des Ortsteils taucht erstmals 1791 auf.
Im Jahr 1499 wurde Georg Karas zu Schönfeld mit Schullwitz belehnt, was die Grundherrschaft, Jagdrechte und die Erbgerichtsbarkeit beinhaltete. Seither war das Dorf mit Schönfeld verbunden, in das es auch eingepfarrt war und ist, und unterstand dessen Besitzern. Dies waren unter anderem Hans von Dehn-Rothfelser ab 1555 sowie ab 1568 der kurfürstliche Geheime Rat Georg von Crakow. Im 17. Jahrhundert hatten die Schullwitzer Dorfbewohner Frondienste für das Ostravorwerk zu leisten. Teile des Dorfes wurden später auch ans Rittergut Helfenberg angeschlossen.

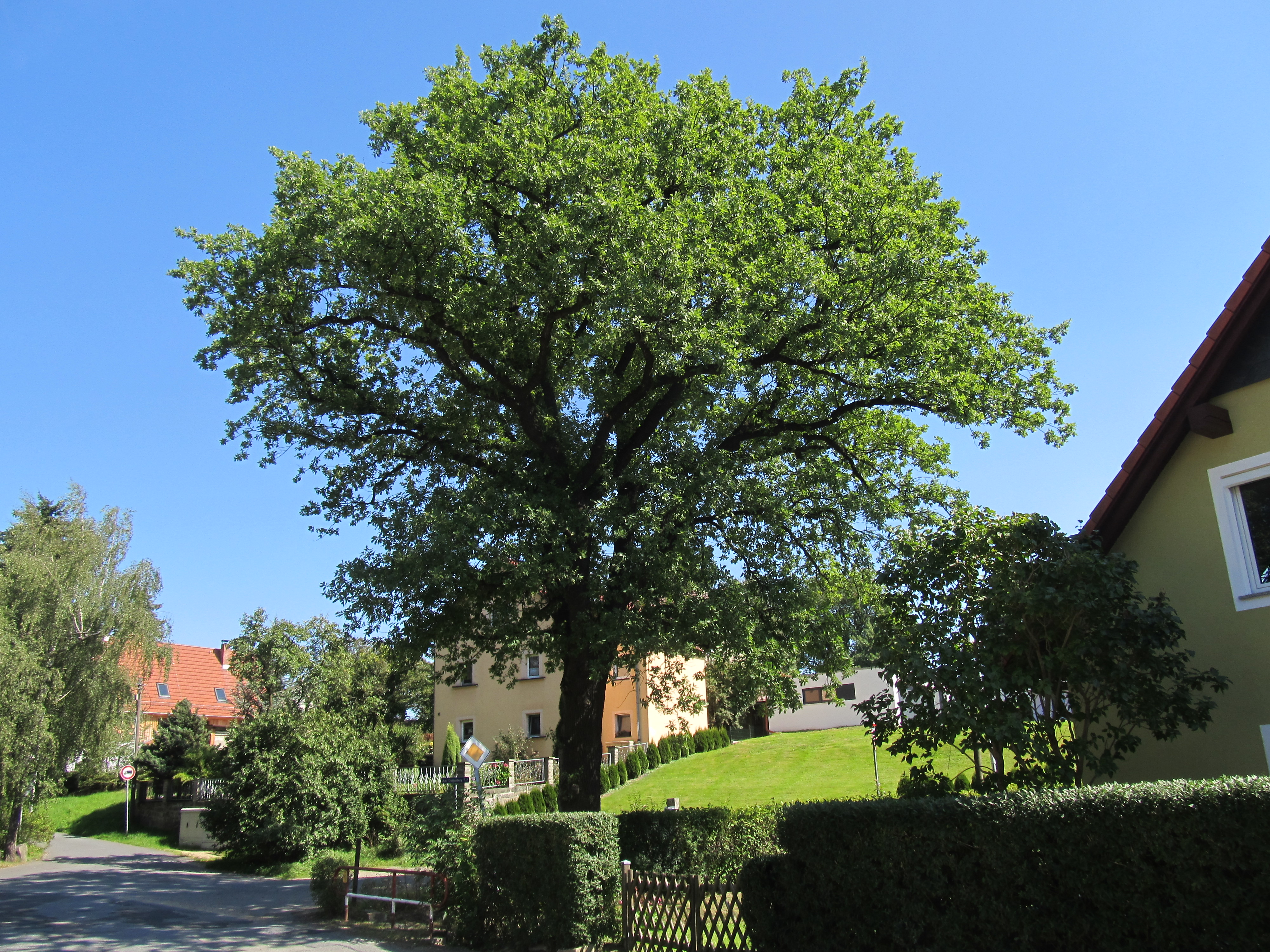
Luthereiche

Die Haupterwerbsquelle war die Landwirtschaft, daneben wurde bereits 1791 ein Steinbruch erwähnt. Im Jahr 1808 wurde außerdem eine neu errichtete Mühle genannt. Ab 1831 gehörte Schullwitz den Wettinern, nachdem diese das Schönfelder Gut erworben und es somit zum Kammergut gemacht hatten. Nach der Neugliederung der Schulbezirke im Königreich Sachsen erhielt Schullwitz 1837 eine eigene Dorfschule; zuvor gingen die Kinder des Dorfes nach Schönfeld zur Schule. Kurz danach wurde Schullwitz zur selbstständigen Landgemeinde, die zum Amt beziehungsweise zur Amtshauptmannschaft Dresden gehörte. Anlässlich des 400. Geburtstag des Reformators Martin Luther wurde 1883 in der Ortsmitte zwischen Bühlauer Straße und dem Abzweig zur Straße Am Triebenberg die Schullwitzer Luthereiche gepflanzt.
Das 1897 bis 1898 errichtete Schullwitzer Schulgebäude, das seit einem Umbau 2005 eine Kindertagesstätte und eine Bibliothek beherbergt, wurde aus Mitteln des in Eschdorf geborenen Dresdner Großmühlenbesitzers Gottlieb Traugott Bienert finanziert. An den Stifter, dessen Frau Christiane ursprünglich aus Schullwitz stammte, erinnert eine Gedenktafel im Gebäude. Im Jahr 1908 bekam der Ort einen Anschluss an die Bahnstrecke Dürrröhrsdorf–Weißig. Im wenig später folgenden Ersten Weltkrieg fielen zehn Schullwitzer Einwohner, an die ein Denkmal erinnert. 

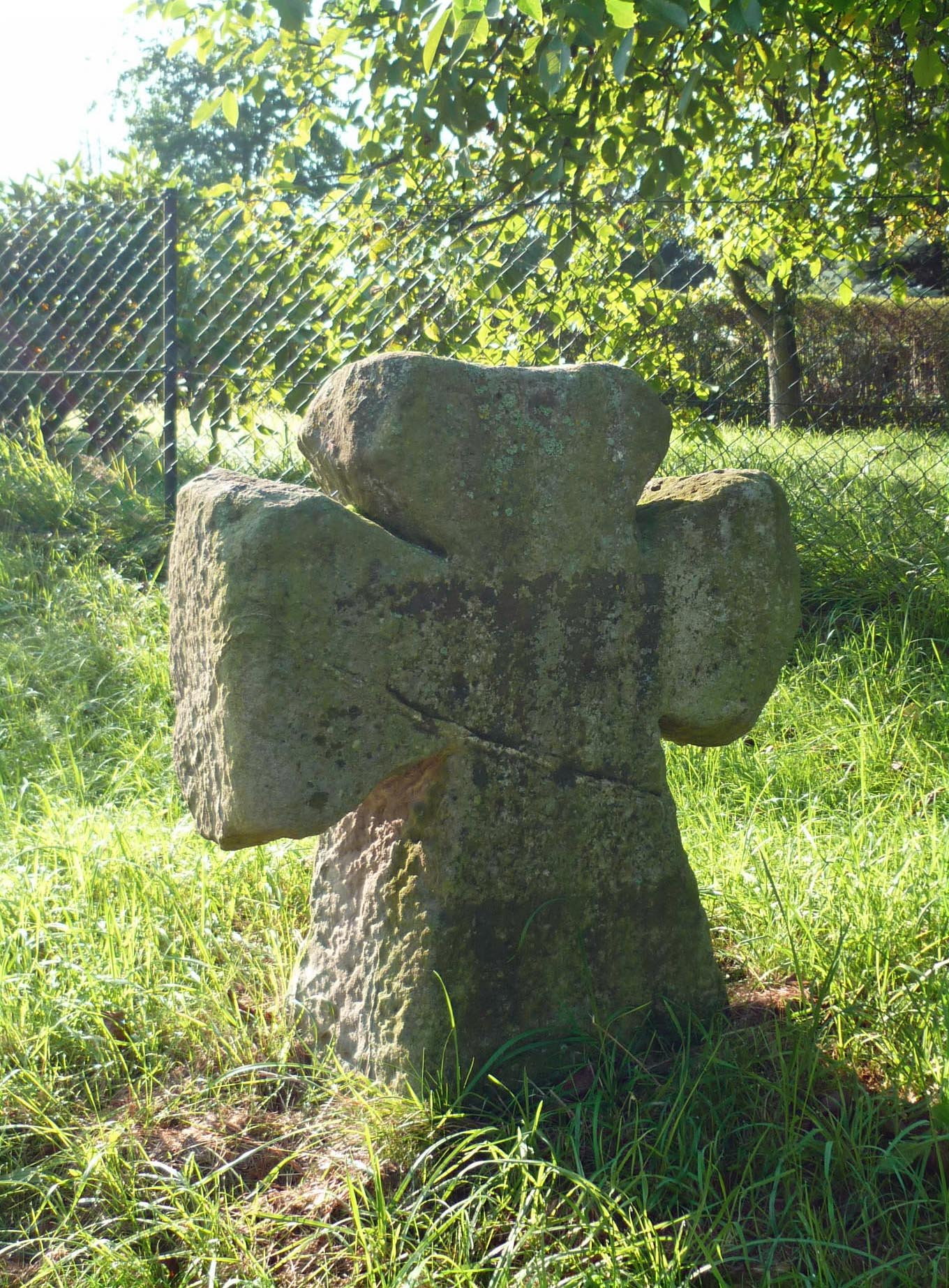
Das Schulwitzer Steinkreuz am neuen Standort

Bedingt durch die Bodenreform nach 1945 bekamen zehn Neubauern und drei Siedler Land zugeteilt. Später erfolgte der Zusammenschluss der Bauern und Ländereien zu den Landwirtschaftlichen Produktionsgenossenschaften Karl Marx, Am Schullwitzbach und Vereinte Kraft. Die Bahnstrecke wurde indes 1951 stillgelegt. Bis 1994, als es in die Großgemeinde Schönfeld-Weißig eingegliedert wurde, blieb Schullwitz selbständig. Als Ortsteil von Schönfeld-Weißig kam es schließlich durch dessen Eingemeindung am 1. Januar 1999 zu Dresden. Im Jahr 2005 wurde das wohl aus dem 15. Jahrhundert stammende Schullwitzer Steinkreuz, das schon vor 1860 in eine Mauer einbezogen worden war, an einen neuen Standort in der Nähe umgesetzt. Im Juli 2017 eröffnete die Stadt Dresden einen naturnahen Spielplatz am Aspichring.

### Einwohnerentwicklung
| Jahr | Einwohner                      |
| ---- | ------------------------------ |
| 1552 | 28 besessene Mann, 19 Inwohner |
| 1764 | 28 besessene Mann, 21 Häusler  |
| 1834 | 356                            |
| 1871 | 420                            |
| 1890 | 477                            |
| 1910 | 478                            |
| 1925 | 476                            |
| 1939 | 523                            |
| 1946 | 632                            |
| 1950 | 639                            |
| 1964 | 595                            |
| 1990 | 437                            |